# 툰링크
툰링크는 닌텐도가 제작한 젤다의 전설 시리즈의 툰 그래픽 버전의 주인공이다. 젤다의 전설: 바람의 지휘봉에 처음 등장하였으며, 미야모토 시게루에 의해 만들어졌다.

## 모습
옷차림과 사용하는 무기는 원작의 링크와 동일하다. 어린 외모가 특징이다.

## 분류
현재, 링크는 2가지의 링크로 분류되는데, 하나는 리얼 그래픽의 '리얼 링크', 툰 그래픽의 '툰링크'로 나뉜다.

## 같이 보기
- 링크 (젤다의 전설)
- 젤다의 전설
- 젤다의 전설 바람의 지휘봉